# Българско училище „Чучулига“
Българското училище „Чучулига“ (на английски: Bulgarian School Chuchuliga) е училище на българската общност в град Кройдън, регион Голям Лондон, Англия. Създадено е през 2016 г. То е вписано в Списъка на Министерството на образованието и науката на България (под № 27) и работата му се наблюдава от него, като получава и финансова подкрепа за провеждане на своите дейности. Към 2025 г. директор на училището е Нели Кожухарова.